# Anita Pinto
Pour les articles homonymes, voir Pinto.
Anita Pinto, née le 20 janvier 1980, est une joueuse de squash représentant le Chili. 

## Biographie
Elle devient championne panaméricaine en double avec Giselle Delgado en 2016 et 2017. Avec elle, elle remporte la médaille de bronze aux Jeux sud-américains de 2018 et aux Jeux panaméricains de 2019, respectivement. Aux Jeux sud-américains, elle obtient également la médaille de bronze par équipes.
Anita Pinto vient d'une famille sportive. Ses parents, Jaime Pinto-Bravo et Ana María Arias, étaient tous les deux professionnels du tennis, son père étant capitaine de l'équipe chilienne de Coupe Davis. Sa sœur Sandrina fait partie de l'équipe nationale chilienne de squash et son frère Jaime remporte quatorze titres de champion du Chili de squash. Elle est mariée avec le joueur péruvien Álvaro Carranza et a deux enfants, tous les deux actifs dans le squash.